# Семегњево
Семегњево је насеље у Србији у општини Чајетина у Златиборском округу. Према попису из 2022. било је 142 становника.
На западној граници Златибора, у подножју Семегњевске горе и њеног највишег врха, Вијогора (1.281 метар надморске висине), налази се село Семегњево. Празник села су Прве Тројице, а празник сеоске цркве је Ивањдан.
Семегњево је на северозападу од Златибора. На средини села је Семегњевско Поље, заталасано и око њега куће. Около су брда: Вијогор, Лупоглав, Лисичина, Велико Брдо, Ди?бор, и Груда. Кроз село тече Скакавац и Сандучки Поток у Црни Рзав. Извори су : Божанића Извор, Сандук, Камичак, Пишчева Чесма, Пековића Чесма и Шаш. Земљиште се назива: Питомине, Баре, Мало Поље, Окомиште, Њивице, Јагњило, Бели Брег, Поток, ?а?ино Брдо, Поље, Обарак и Вратановац. Шума је: Дебело Брдо, Тичија Глава и Велико Осоје.
У доба Проклете Јерине сејали су неколико година неко семе које није издавало (није ницало), те су говорило да је то семе гњево, отуда име села Семегњево. У Семегњевском Пољу у Обрви је Грчко Гробље.
Овде се налазе Црква брвнара у Семегњеву и Школа „Бранислав Пишчевић” Семегњево.

## Демографија
У насељу Семегњево живи 275 пунолетних становника, а просечна старост становништва износи 51,9 година (49,1 код мушкараца и 54,8 код жена). У насељу има 123 домаћинства, а просечан број чланова по домаћинству је 2,44.
Ово насеље је великим делом насељено Србима (према попису из 2002. године), а у последња три пописа, примећен је пад у броју становника.
Пре 300 година досељени су из Пиве: Пековићи (Благојевићи, Божовићи и Јездимировићи), Костићи (Вујовићи и Јездимировићи) и Пишчевићи из пивског села Пишћа (Пишче) где их има и сад велика породица Добриловића, сви славе Јован-дан, и имају осељене рођаке: од Костића Делићи Божићи и Кулаши у Шљивовици и Семегњев??и (Николићи) на Филиповића Брду у Заовинама, а од Пишчевића Шућури у Шљивовици и породица јунака Стојана Чупића у Црнобар. Салашу у Мачви.
	У почетку 19. Века су досељени: Црепуљари из Штрбаца (сл. Пантелејев-дан и радили црепуље), Јањићи из По????? код Ужица (сл. Ђурђев-дан), Маричићи из Мокре Горе и Тошићи из Ојковице. Пре 140 година досељени су Џамбаси (Думоњићи, Милинковићи и Костићи) и Виторовићи из Бјеле Реке на своја колибишта и Маричић из Херцеговине.
|  |

| Демографија | Демографија | Демографија |
| Година      | Становника  | Становника  |
| ----------- | ----------- | ----------- |
| 1948.       | 844         |             |
| 1953.       | 925         |             |
| 1961.       | 888         |             |
| 1971.       | 850         |             |
| 1981.       | 592         |             |
| 1991.       | 416         | 412         |
| 2002.       | 300         | 300         |

| Етнички састав према попису из 2002.‍ | Етнички састав према попису из 2002.‍ | Етнички састав према попису из 2002.‍ | Етнички састав према попису из 2002.‍ | Етнички састав према попису из 2002.‍ |
| ------------------------------------ | ------------------------------------ | ------------------------------------ | ------------------------------------ | ------------------------------------ |
|                                      |                                      |                                      |                                      |                                      |
| Срби                                 | Срби                                 |                                      | 299                                  | 99,66%                               |
| непознато                            | непознато                            |                                      | 0                                    | 0,0%                                 |

| Година пописа     | 1948. | 1953. | 1961. | 1971. | 1981. | 1991. | 2002. |
| ----------------- | ----- | ----- | ----- | ----- | ----- | ----- | ----- |
| Број домаћинстава | 142   | 149   | 154   | 269   | 150   | 137   | 123   |

| Број чланова      | 1  | 2  | 3  | 4  | 5 | 6 | 7 | 8 | 9 | 10 и више | Просек |
| ----------------- | -- | -- | -- | -- | - | - | - | - | - | --------- | ------ |
| Број домаћинстава | 36 | 49 | 13 | 15 | 3 | 1 | 3 | 2 | 1 | 0         | 2,44   |

| Пол    | Укупно | Неожењен/Неудата | Ожењен/Удата | Удовац/Удовица | Разведен/Разведена | Непознато |
| ------ | ------ | ---------------- | ------------ | -------------- | ------------------ | --------- |
| Мушки  | 137    | 40               | 83           | 13             | 1                  | 0         |
| Женски | 142    | 17               | 81           | 40             | 4                  | 0         |
| УКУПНО | 279    | 57               | 164          | 53             | 5                  | 0         |

| Пол    | Укупно                    | Пољопривреда, лов и шумарство | Рибарство                            | Вађење руде и камена | Прерађивачка индустрија       |
| ------ | ------------------------- | ----------------------------- | ------------------------------------ | -------------------- | ----------------------------- |
| Мушки  | 61                        | 22                            | 0                                    | 1                    | 11                            |
| Женски | 86                        | 70                            | 0                                    | 0                    | 2                             |
| УКУПНО | 147                       | 92                            | 0                                    | 1                    | 13                            |
| Пол    | Производња и снабдевање   | Грађевинарство                | Трговина                             | Хотели и ресторани   | Саобраћај, складиштење и везе |
| Мушки  | 0                         | 5                             | 3                                    | 1                    | 18                            |
| Женски | 0                         | 1                             | 0                                    | 8                    | 1                             |
| УКУПНО | 0                         | 6                             | 3                                    | 9                    | 19                            |
| Пол    | Финансијско посредовање   | Некретнине                    | Државна управа и одбрана             | Образовање           | Здравствени и социјални рад   |
| Мушки  | 0                         | 0                             | 0                                    | 0                    | 0                             |
| Женски | 0                         | 1                             | 0                                    | 1                    | 1                             |
| УКУПНО | 0                         | 1                             | 0                                    | 1                    | 1                             |
| Пол    | Остале услужне активности | Приватна домаћинства          | Екстериторијалне организације и тела | Непознато            | Непознато                     |
| Мушки  | 0                         | 0                             | 0                                    | 0                    | 0                             |
| Женски | 0                         | 0                             | 0                                    | 1                    | 1                             |
| УКУПНО | 0                         | 0                             | 0                                    | 1                    | 1                             |